# Socialistiska republiken Slovakien
Mellan 1969 och 1990, var Socialistiska republiken Slovakien (Slovenská socialistická republika på tjeckiska; uttalat SSR) det officiella namnet på den del av Tjeckoslovakien som senare kom att bli Slovakien. Namnet användes från 1 januari 1969 till mars 1990.